# Філософський енциклопедичний словник
«Філософський енциклопедичний словник» (ФЕС) — однотомний енциклопедичний словник за редакцією В.І.Шинкарука, основоположника Київської школи філософії, що містить систематичний виклад філософських знань з позицій сьогодення, а також відомості про творчість визначних філософів минулого і сучасності. Представлені основні філософські напрями, категорії, поняття філософських дисциплін. Призначений для філософів-науковців, студентів, викладачів, а також широкого кола читачів, що вичають філософію і цікавляться нею. Безпосереднім вітчизняним словниковим джерелом слугувало перше (1973) та друге (1986) видання «Філософського словника», підготовленого Головною Редакцією Української Радянської Енциклопедії за науковим редагуванням академіка НАН України В.І. Шинкарука та за участю колективу авторів, значна частина яких є авторами і цього видання.
ФЕС містить 1700 статей.

## Авторський колектив
Словник підготовлено великим колективом авторів, основу якого склали науковці з Інституту філософії імені Григорія Сковороди НАН України під керівництвом В. І. Шинкарука з залученням провідних науковців з інших академічних установ та викладачів вищих навчальних закладів України, відомих фахівців з Польщі та Франції.

## Загальна інформація
Завдання, яке поставили його укладачі, полягало в поданні систематичного викладу українською мовою філософських знань на сучасному рівні їхнього розвитку з позицій, що відбивають радикальні зрушення в сучасному світі та його пізнанні. Словник знайомить читача з найважливішими явищами, подіями і періодами історико-філософського процесу, з визначними мислителями минулого і творчістю сучасних філософів. Відображаючи загальнолюдські цивілізаційні тенденції філософського поступу, енциклопедичний словник висвітлює здобутки української філософської культури в річищі світової філософської думки, зокрема європейської, з огляду на зазначений підхід до словника вперше систематично долучено великий масив української філософської думки, представники якої хоч здебільшого і не були «чистими» професіоналами, проте зробили значний внесок у формування самобутньої української філософської культури.
У книзі знайшли висвітлення явища і постаті української філософської думки, які в радянський період тенденційно замовчувалися. Особливістю цього видання є те, що в ньому вміщено короткі біографічні довідки та відомості про філософський доробок українців, що надає читачеві можливість познайомитися зі станом філософської науки в Україні, характером проблематики та теоретичним рівнем її дослідження. Добір прізвищ сучасних українських філософів ґрунтувався на важливості порушених ними філософських проблем та висунутих ідей, реальному внеску в розвиток філософії та освіти в Україні. Наведені в статтях основні праці, незалежно від національної належності постаті та від мови оригіналу, подано українською мовою із зазначенням у дужках року їх першого видання.
В багатьох статтях поряд із загальноприйнятим, усталеним тлумаченням подано авторське бачення або розуміння філософського терміна, вчення, події тощо, за допомогою чого дотримано принципу плюралізму мислення. Тому між окремими статтями можливі розбіжності, наявність альтернативних чи суперечливих думок. Такі статті підготовлено як авторські з відповідними підписами. Статті усталеного змісту, статті про персонали та деякі інші вміщено без підписів, хоча зроблено винятки для окремих матеріалів про історичні постаті, діяльність яких оцінюється цілком неоднозначно.
Як свідчать відгуки, зокрема й іноземних фахівців, поява цього словника є ознакою того, що філософія в Україні ввійшла в період незаангажованого освоєння власного минулого, котрий, як показує практика, завжди минає неоднозначно — у спробах подолання старих і нових догм.